# Warszawa-Ursus (gmina)
Warszawa-Ursus – dawna gmina miejska (tzw. dzielnica-gmina lub gmina warszawska) istniejąca w latach 1993–2002 w woj. stołecznym warszawskim i woj. mazowieckim. Siedziba gminy znajdowała się w warszawskiej dzielnicy Ursus.
Gmina Warszawa-Ursus została utworzona 1 stycznia 1993 roku w woj. warszawskim z części obszaru gminy Warszawa-Ochota, odpowiadającej obszarowi dawnego miasta Ursus w granicach z 1977 roku. Nowa jednostka stała się ósmą z tzw. gmin warszawskich, funkcjonujących od 1990 roku.
19 czerwca 1994 roku przeprowadzono reformę podziału administracyjnego miasta Warszawy, polegającą na przekształceniu dotychczasowych ośmiu dzielnic-gmin w 11 nowych tzw. gmin warszawskich. Gmina Ursus – jako jedyna – przeszła przez reformę bez zmian (terytorialnych i nazwy).
W związku z reformą administracyjną Polski wchodzącą w życie 1 stycznia 1999 roku, gmina weszła w skład powiatu warszawskiego w nowo utworzonym woj. mazowieckim.
Gminę zniesiono 27 października 2002 roku (łącznie z całym powiatem warszawskim) na mocy ustawy z dnia 15 marca 2002 r. o ustroju miasta stołecznego Warszawy, likwidującej podział Warszawy na gminy, tworząc z niej ponownie jednolitą gminę miejską.